# مكتب السجل العام

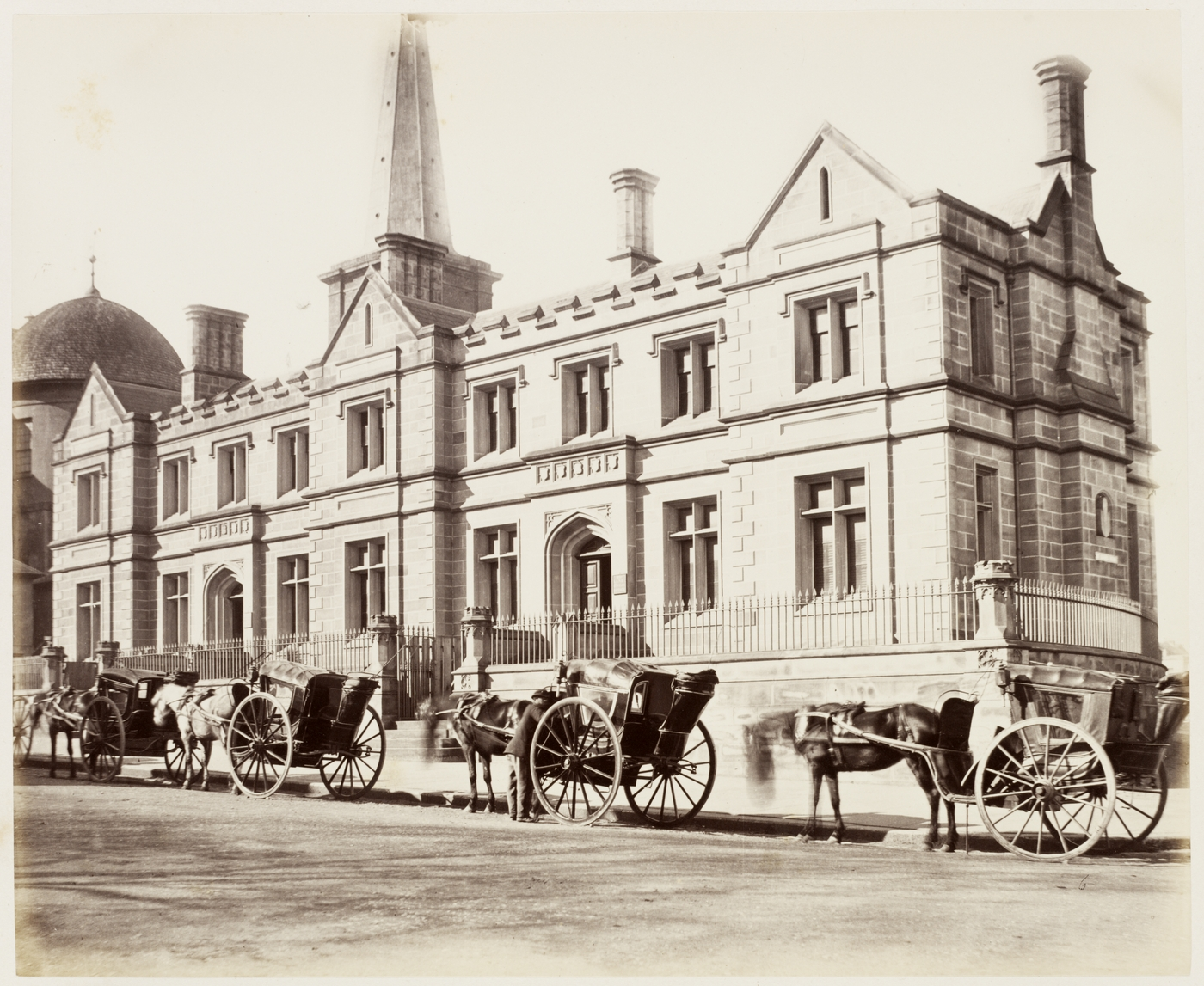

مكتب السجل العام (GRO) هو الاسم الذي يُعرَف به السجل المدني في إنجلترا وويلز، واسكتلندا، والعديد من دول الكومنولث الأخرى، وأيرلندا. ومكتب السجل العام هو الهيئة الحكومية المسؤولة عن تسجيل السجلات المهمة، مثل المواليد والوفيات والزواج. ويُسمَى رئيس مكتب السجل العام المُسجِل العام.
تشمل مكاتب السجل العام ما يلي:
- مكتب السجل العام في إنجلترا وويلز - تحدد منصب المُسجِل العام بموجب قانون تسجيل المواليد والوفيات لعام 1836، وبدأ التسجيل بالفعل في عام 1837.وكان أول من شغل هذا المنصب هو توماس هنري ليستر. وسرعان ما تم توكيل مسؤوليات أخرى للمُسجِل العام، مثل إجراء إحصاء السكان في إنجلترا وويلز بدءًا من عام 1841، ليصير في النهاية رئيسًا لمنظمة إحصائية في المقام الأول. وفي عام 1972، ومع تأسيس مكتب استقصاءات وإحصاءات السكان، صار السجل العام قسمًا في هذا المكتب الجديد الذي يرأسه نائب المسجل العام. وفي إنجلترا ووليز، بدأ تسجيل المواليد في الدولة في 1 يوليو عام 1873. فكان المولود يُسجَل في منطقة الميلاد، ثم في نهاية كل ربع عام، يرسل المُسجِل نسخة من سجل المواليد بالكامل إلى المسجل العام. لكن التسجيل لم يصبح إلزاميًا إلا في عام 1875. وحتى ذلك الحين، لم تكن هناك عقوبة على عدم تسجيل المواليد. وصارت هناك بعد ذلك غرامة تبلغ جنيهين إسترلينيين. وفي الفترة ما بين عامي 1837 و1875، لم تُسجَل بعض المواليد عمدًا بهدف إلحاق الأطفال بسوق العمل، أو لتجنب التطعيمات الإجبارية للأطفال الذين تزيد أعمارهم عن ثلاثة شهور، الأمر الذي بدأ في عام 1853. ومع إنشاء مكتب الإحصاء الوطني، دُمِج منصب المُسجِل العام مع رئيس خدمة الإحصاء الحكومية الذي صار الآن يُعرَف باسم الإحصائي الوطني. لكن بعد تطبيق قانون خدمة التسجيل والإحصاء لعام 2007 في عام 2008، استمر مكتب المسجل العام في كونه جزءًا من قسم يخضع للمساءلة الوزارية، لكنه أصبح في الوقت نفسه جزءًا من هيئة خدمة بطاقات الهوية وجوازات السفر التابعة لوزارة الداخلية البريطانية. ويتولى رئاسته الآن المسجل العام.
- مكتب المسجل العام في اسكتلندا.
- مكتب المسجل العام في كندا - يكون المسجل العام وزيرًا بالحكومة يتولى مهام مختلفة تمامًا. ويوجد في كل إقليم ومقاطعة كندية مسجل عام مسؤول عن جمع الإحصائيات المهمة، مثل المواليد والوفيات والزواج، وحفظها.
- المسجل العام في سريلانكا - يتولى أحد الموظفين المدنيين منصب رئيس المسجل العام، ويكون مسؤولاً عن تسجيل المواليد والزواج والوفيات لسكان سريلانكا، بالإضافة إلى السجلات القانونية المتعلقة بالممتلكات. وظهر منصب المسجل العام في عام 1864.

يوجد مسجل عام أيضًا في ولايات ومقاطعات أستراليا ونيوزيلندا ويتولى مهام مشابهة إلى حد كبير. وصار لدى حكومة هونغ كونغ، أيضًا، مسجل عام بعد أن حصل البريطانيون على هونغ كونغ في عام 1841. وتغير اسمه في عام 1913 إلى أمين الشؤون الصينية.

## وصلات خارجية
- The Registrars General 1836-1945 (pdf) from the Office for National Statistics.
- Office of the Registrar; England نسخة محفوظة 12 يونيو 2006 على موقع واي باك مشين.